# Chiricahueto
Chiricahueto är en ort i Mexiko.   Den ligger i kommunen Cosalá och delstaten Sinaloa, i den centrala delen av landet, 1 000 km nordväst om huvudstaden Mexico City. Chiricahueto ligger 179 meter över havet och antalet invånare är 170.
Terrängen runt Chiricahueto är huvudsakligen kuperad. Chiricahueto ligger nere i en dal. Runt Chiricahueto är det mycket glesbefolkat, med 6 invånare per kvadratkilometer. Närmaste större samhälle är Cosalá, 17,3 km öster om Chiricahueto. I omgivningarna runt Chiricahueto växer i huvudsak lövfällande lövskog.